# 自行車把手

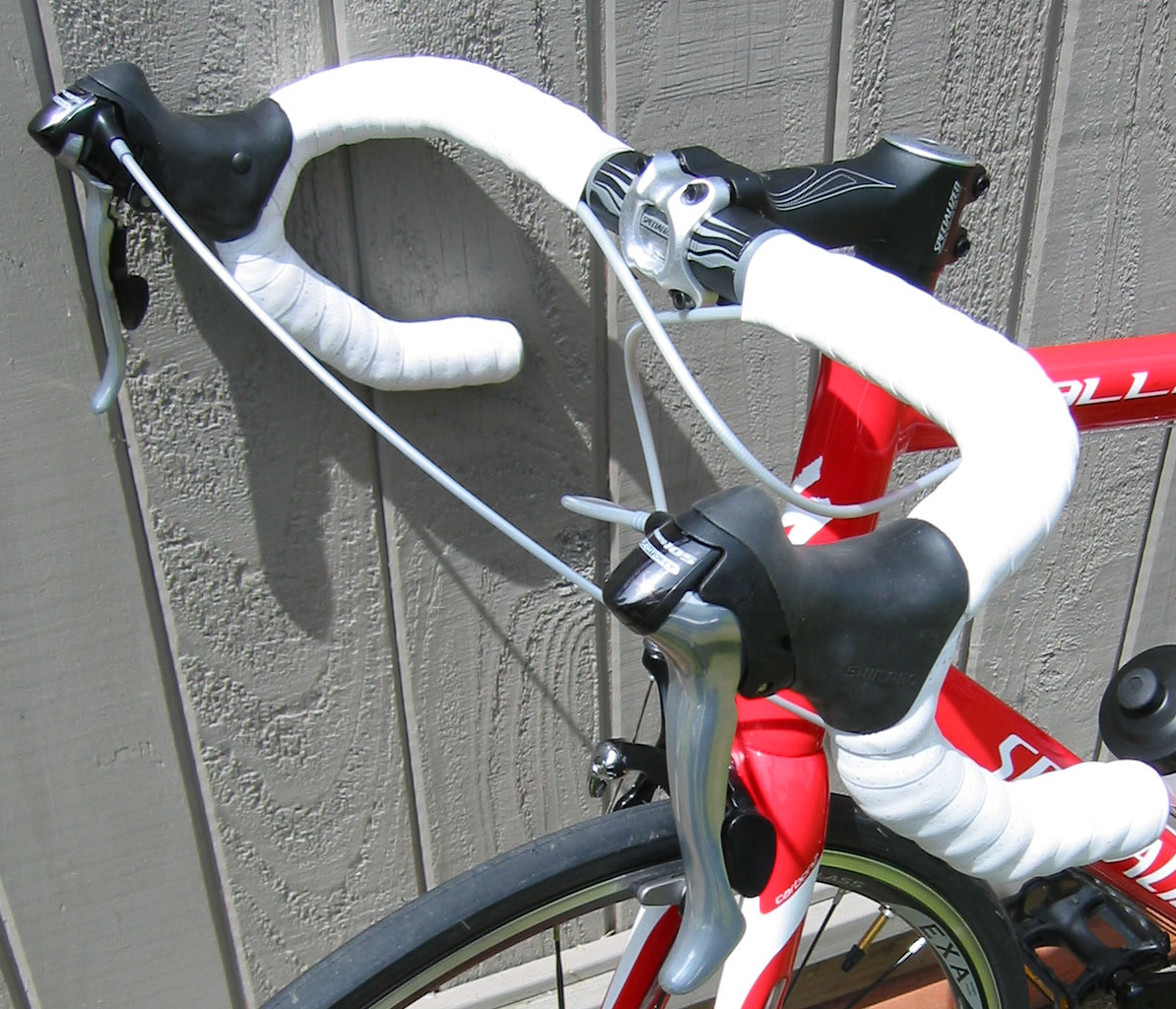
自行車把手

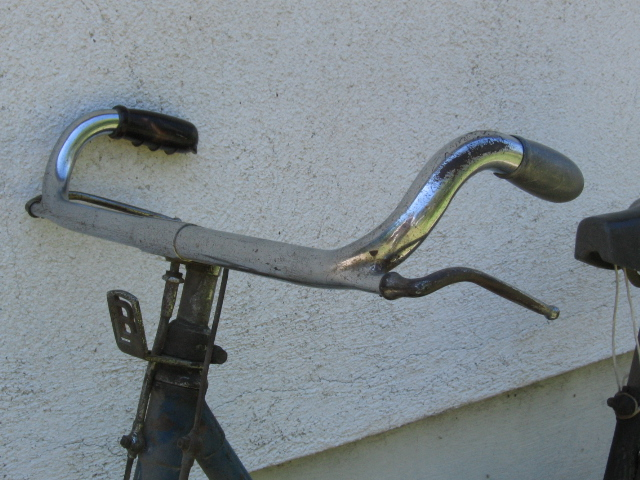
自行車把手

自行车车把 又稱自行車把手、自行车手把，是自行車上用來控制自行车转向的零部件。除了转向外，把手还常常承担骑车者的一部分体重，这取决于他们的骑行姿势。